# Збірна Туреччини з регбі
Збірна Туреччини з регбі (тур. Türkiye Millî Ragbi Birliği Takımı) представляє Туреччину в міжнародних матчах з регбі-15 вищого рівня. Команда дебютувала на міжнародній арені у 2012 році, і на даний момент ще не є членом IRB. Тим не менш, Туреччина вже стала учасником європейської федерації регбі. У сезоні 2012/14 турки виступають в останньому, третьому дивізіоні Кубка європейських націй. Команда управляється Турецькою федерацією регбі (тур. Türkiye Ragbi Federasyonu). Головою організації є Шахін Кемюрчю.
Молода команда вже має перемоги над такими суперниками, як Словаччина, Естонія, Азербайджан. На даний момент Туреччина не зазнала жодної поразки.

## Поточний склад
| - Абдуллах Гюнеш - Динчхан Килерджиоглу - Кемаль Еге Гуркан - Ертугрул Гундай - Догові Ероглу - Корай Кайя - Адем Селім - Сельчук Козлу - Явуз Коджаер | - Мустафа Кемаль Курт - Мехмет Акіф Ерсой - Деніз Кром - Мурат Алтун - Семіх Айдин - Бахрі Дагли - Хусеїн Сасмаз - Рамазан Килиджкайя - Гохан Джейлан | - Атілла Демір - Неджми Кара - Хюсейин Йесик - Меликшах Кухуджу - Керім Галал - Еркут Левент Дурмус - Алі Бекейхан Сюрер - Тамер Джеликбас Жамес |

## Результати
| Суперник    | Матчі | Перемоги | Ураження | Нічиї | Відсоток перемог |
| ----------- | ----- | -------- | -------- | ----- | ---------------- |
| Азербайджан | 1     | 1        | 0        | 0     | 100 %            |
| Словаччина  | 2     | 2        | 0        | 0     | 100 %            |
| Естонія     | 1     | 1        | 0        | 0     | 100 %            |
| Всього      | 4     | 4        | 0        | 0     | 100 %            |